# Nurije
Nurije – wieś w południowym Iranie, w ostanie Kerman. W 2006 roku miejscowość liczyła 248 osób w 49 rodzinach.